# I Wanna Dance with Somebody (Who Loves Me)
I Wanna Dance with Somebody (Who Loves Me) ist ein Lied von Whitney Houston aus dem Jahr 1987, das von den Mitgliedern des Duos Boy Meets Girl geschrieben und von Narada Michael Walden produziert wurde. Aufgrund seines Erfolges gilt dieser Hit als ein Meilenstein für Houstons Karriere. Die Single verkaufte sich über 4 Millionen Mal und wurde nach ihrer Coverversion des Dolly-Parton-Klassikers I Will Always Love You ihr zweiterfolgreichster Song.

## Geschichte und Erfolg
I Wanna Dance with Somebody (Who Loves Me) wurde als erste Single des Albums Whitney ausgekoppelt und am 2. Mai 1987 weltweit veröffentlicht. Die Single wurde in 14 Ländern ein Nummer-eins-Hit, darunter in Deutschland, der Schweiz, Italien, den Niederlanden, Belgien, Norwegen, Schweden, Großbritannien, den USA, Kanada, Australien und Neuseeland. Auf der B-Seite befand sich das Stück Moment of Truth.
Ursprünglich sollte der Song im Country-Musik-Stil gespielt werden, doch aufgrund von Houstons Stil entschied man sich, eine Dancepop-Nummer daraus zu machen. 1988 gewann der Song bei den Grammy Awards in der Kategorie „Beste weibliche Gesangsdarbietung - Pop“, ebenfalls gewann er auch in der Kategorie „Favorite Pop/Rock Single“ der American Music Awards.
Für die Musikproduktion wurden bis auf ein Altsaxophon ausschließlich synthetische Instrumente verwendet, wie es in der Popmusik der 80er Jahre keine Seltenheit war. So wurde die Drumspur mit dem Drumcomputer Roland TR-808 programmiert, markant sind vor allem die für den 808 typischen Cowbell- und Handclap-Sounds. Auch die Bass- und Gitarrenklänge wurden mit Synthesizern eingespielt. Darüber wurden verschiedene Synthie- und Keyboardsounds gelegt.

## Musikvideo
Beim Musikvideo wurde von Brian Grant Regie geführt. Zu Beginn des Videos verlässt Houston eine Bühne, wo Zuschauer ihr applaudieren, und sie geht hinter die Bühne. Zu Beginn ist alles noch Schwarzweiß, doch später werden die Szenen farbig. Daraufhin wird die Bedeutung des Textes nachgestellt, in dem Houston tanzt und im Clip verschiedene Männer erscheinen. Auf MTV, VH1 und Black Entertainment Television zählte es zu den meistgespielten Videos.

## Kommerzieller Erfolg

### Chartplatzierungen
| ChartsChartplatzierungen       | Höchstplatzierung | Wochen/ Monate |
| ------------------------------ | ----------------- | -------------- |
| Deutschland (GfK)              | 1 (21 Wo.)        | 21 Wo.         |
| Österreich (Ö3)                | 3 (4,5 Mt.)       | 4,5 Mt.        |
| Schweiz (IFPI)                 | 1 (19 Wo.)        | 19 Wo.         |
| Vereinigte Staaten (Billboard) | 1 (20 Wo.)        | 20 Wo.         |
| Vereinigtes Königreich (OCC)   | 1 (25 Wo.)        | 25 Wo.         |

| ChartsJahrescharts (1987)      | Platzierung |
| ------------------------------ | ----------- |
| Deutschland (GfK)              | 5           |
| Österreich (Ö3)                | 14          |
| Schweiz (IFPI)                 | 3           |
| Vereinigte Staaten (Billboard) | 4           |
| Vereinigtes Königreich (OCC)   | 3           |

### Auszeichnungen für Musikverkäufe
| Land/Region                  | Auszeichnungen für Musikverkäufe (Land/Region, Auszeichnung, Verkäufe) | Verkäufe   |
| ---------------------------- | ---------------------------------------------------------------------- | ---------- |
| Australien (ARIA)            | 8× Platin                                                              | 560.000    |
| Brasilien (PMB)              | Gold                                                                   | 30.000     |
| Dänemark (IFPI)              | 2× Platin                                                              | 180.000    |
| Deutschland (BVMI)           | Platin                                                                 | 600.000    |
| Frankreich (SNEP)            | Gold                                                                   | 100.000    |
| Italien (FIMI)               | Platin                                                                 | 70.000     |
| Kanada (MC)                  | Gold                                                                   | 50.000     |
| Neuseeland (RMNZ)            | 6× Platin                                                              | 180.000    |
| Niederlande (NVPI)           | Gold                                                                   | 75.000     |
| Schweden (IFPI)              | Gold                                                                   | 25.000     |
| Spanien (Promusicae)         | Platin                                                                 | 60.000     |
| Vereinigte Staaten (RIAA)    | 8× Platin                                                              | 8.000.000  |
| Vereinigtes Königreich (BPI) | 5× Platin                                                              | 3.000.000  |
| Insgesamt                    | 5× Gold · 32× Platin ·                                                 | 12.930.000 |

Hauptartikel: Whitney Houston/Auszeichnungen für Musikverkäufe

## Coverversionen
- 1987: José Feliciano
- 1987: Helena Vondráčková (Mám nový vůz)
- 1987: The KLF (Whitney Joins The JAM's)
- 1988: V.S.O.P.
- 1989: The Shadows
- 1994: Sabrina Salerno
- 1997: Taylor Dayne
- 2001: David Byrne
- 2005: Nubya
- 2006: Goleo VI feat. Lumidee & Fatman Scoop (Dance!)
- 2007: Royal Gigolos (Girls Just Wanna Dance)
- 2007: Wolke (Band) (Ich will mit jemanden tanzen)
- 2008: Ashley Tisdale
- 2013: Lumidee vs. Fatman Scoop (Dance!)
- 2013: Scott Matthew
- 2020: Marius Bear
- 2020: Sleep Token